# Giorgio Oprandi
Giorgio Oprandi (Lovere, 1º luglio 1883 – Lovere, 10 gennaio 1962) è stato un pittore italiano.

## Biografia

### Dalla formazione alla mostra della Galleria Pesaro
Nato nel 1883 a Lovere, in provincia di Bergamo, Giorgio Oprandi compie i primi studi seguendo i corsi di disegno dell'Accademia di belle arti Tadini, che conserva, nella sezione dedicata all'arte contemporanea, un nucleo importante di opere dell'artista. Dopo aver frequentato a Bergamo la Scuola d'arte applicata all'industria (oggi Scuola d'Arte Andrea Fantoni) si iscrive, per l'anno scolastico 1901-1902, alla Scuola di Pittura dell'Accademia Carrara, dove studia fino al 1907 sotto la guida di Ponziano Loverini.
Proprio nel 1907 è proclamato vincitore, insieme a Natale Morzenti, del Concorso Piazzoni, mentre nel 1913 si aggiudica il concorso per il Legato Oggioni, ottenendo borse di studio che gli permettono di frequentare Roma.
Quando scoppia la prima guerra mondiale Oprandi è chiamato a prestare servizio nel battaglione Edolo del corpo degli Alpini, dove l'artista è incaricato, come disegnatore, del rilievo topografico delle linee nemiche.  A quel periodo risale la decorazione della cappella della Madonna dell'Adamello presso il Rifugio Garibaldi, nonché una serie di vedute alpine caratterizzate dalle minuscole sagome dei soldati intenti alla guerra.
Nel 1921 si svolse presso la Galleria Pesaro di Milano la sua prima mostra personale, la quale fece conoscere a un pubblico più ampio la sua produzione artistica, che dagli anni giovanili arrivava fino ai risultati più recenti, rappresentati dall'opera La Primula.

### I viaggi in Africa
Probabilmente nel dicembre del 1923 Oprandi intraprende il primo viaggio in Africa, precisamente in Algeria, con il collega bergamasco Luigi Brignoli. Le opere di quel primo soggiorno sono esposte all'VIII Esposizione autunnale d'arte di Como. Dopo l'Algeria fu poi la volta, nel 1925, dell'Egitto, dove l'artista prende parte, per volere di re Fuad, alla decorazione di una stanza del Palazzo di Ras el Tin ad Alessandria d'Egitto con dei pannelli che ricordano le vicende di Mohammed Alì il Grande. Il continente africano continua ad essere visitato e dipinto da Oprandi in più occasioni nel corso degli anni Venti e Trenta, periodo nel quale l'artista intraprende lunghi soggiorni in Eritrea (dove conosce il governatore Jacopo Gasparini), Somalia, Libia e Palestina; paesi attraversati a bordo di un originale veicolo a motore, la celebre "casa viaggiante", predisposto anche come abitazione e dotato di tutte le comodità. Nel 1927, a seguito di una lunga permanenza in Eritrea, Oprandi è invitato a esporre le sue opere al Museo Coloniale di Roma in una mostra personale posta sotto l'alto patronato della Duchessa d'Aosta Elena d'Orléans.
Negli anni successivi Oprandi partecipa a mostre di carattere coloniale nazionali e internazionali, tra le quali la Exposition Internationale coloniale, maritime et d’art flamand che si svolge ad Anversa nel 1930, l'Exposition coloniale internationale di Parigi del 1931, la Prima mostra Internazionale d’arte coloniale di Roma del 1931, una personale di paesaggi africani allestita nel 1933 presso il Castello Estense di Ferrara o, infine, la Seconda mostra Internazionale d’arte coloniale di Napoli del 1934. L'ultima testimonianza diretta del rapporto di Oprandi con l'Africa risale al 1935, quando nei locali dell'ex teatro del Dopolavoro di Tripoli è allestita una mostra personale dell'artista inaugurata da Italo Balbo.

### Il viaggio in Albania
Nel 1939 è inaugurata a Bergamo, lungo le mura di via Fara, la casa-studio dell'artista, progettata da Luigi e Sandro Angelini, spazio che sarà la sede, negli anni successivi, di una serie di mostre personali. Nel 1940 Oprandi compie un lungo viaggio in Albania, che tocca mete come Tirana, Durazzo e Kruja, il fiume Boiana, il Lago Prespa o Scutari, raccontate anche grazie a pregevoli ritratti di taglio etnografico. Le opere vennero esposte nel 1941 nelle sale di Palazzo Marini-Clarelli di Roma in una mostra intitolata L'Albania nei quadri di Giorgio Oprandi. L'amico e giornalista Umberto Ronchi, che condivise con il pittore una parte del viaggio, in un discorso di commemorazione pronunciato nel 1962, ricorda che l'Albania rappresentò per Oprandi "un mondo nel quale non aveva trovato granché di quell'oriente che era andato a cercarvi, ma che tuttavia ha ripreso e fissato nei suoi aspetti naturali, nei suoi tipi, nei suoi costumi".

### Gli ultimi anni
A partire dalla metà degli anni Quaranta il nome di Oprandi comincia a scomparire dai circuiti espositivi ufficiali. La scelta di allestire mostre personali nella casa-studio di Bergamo, si alterna comunque alla partecipazione a manifestazioni artistiche, come dimostrano le esposizioni che le gallerie Ranzini e Bolzani di Milano gli dedicarono rispettivamente nel 1948 e nel 1961. La necessità di solitudine, ritrovata nel paese natio di Lovere, dove l'artista muore nel 1962, si manifesta in una serie di vedute del Lago d'Iseo e dei paesaggi circostanti.